# Columba rupestris
La paloma rupestre (Columba rupestris) es una especie de ave columbiforme de la familia Columbidae, propia de Asia central y oriental. Es muy parecida a la paloma doméstica (Columba livia).

## Subespecies
Se reconocen como válidas las siguientes subespecies:
- Columba rupestris rupestris Pallas, 1811, propia de la zona este de su área de distribución.
- Columba rupestris turkestanica Buturlin, 1908, propia de la zona este de su área de distribución.